# Luigi II d'Ungheria e Boemia
Luigi II Jagellone d'Ungheria e Boemia (Buda, 1º luglio 1506 – Mohács, 29 agosto 1526) fu re d'Ungheria e di Boemia.

## Biografia
Era l'unico figlio maschio di Ladislao II Jagellone, e della sua terza moglie, Anna di Foix-Candale. Luigi nacque prematuro, dopo una gravidanza difficile per la regina, poiché era spesso costretta a stare a letto. Dopo la sua nascita la regina morì di febbre puerperale tre settimane dopo il parto.
Luigi era un bambino intelligente. Suo padre voleva garantire un'attenta educazione al figlio, così fu istruito prima da Girolamo Balbi e poi da Jakab Piso. Parlava correntemente sei lingue: ungherese, latino, ceco, polacco, tedesco e francese e capiva anche l'italiano. Suo cugino, Giorgio, lo introdusse ai misteri delle armi da fuoco. Luigi divenne così non solo un ottimo schermidore, ma anche un bravo ballerino che amava le feste e la caccia.

## Matrimonio
In base al contratto di matrimonio asburgico-jagellone, stipulato nell'estate del 1515 a Vienna, su iniziativa polacca, i tre monarchi decisero di far sposare Luigi, ancora bambino, con Maria d'Asburgo, nipote dell'imperatore Massimiliano I e sorella minore di Ferdinando. 
Allo stesso tempo, hanno anche concordato che Massimiliano e Sigismondo I sarebbero stati i tutori di Luigi in caso di morte di Ladislao II. Sua sorella Anna avrebbe sposato il fratello di Maria, Ferdinando, allora governatore per conto del fratello Carlo V. Durante la maggior parte del suo regno fu il burattino dei magnati e tenuto in tale miseria che fu spesso costretto a impegnare i suoi gioielli per procurarsi cibo e vestiti a sufficienza.
Le nozze vennero celebrate il 13 gennaio 1521. Dal matrimonio, Luigi sperava principalmente in un aiuto armato e finanziario contro i turchi. Tuttavia, rimase deluso in quanto Ferdinando mantenne per sé il potere finanziario dell'Austria per raggiungere i propri obiettivi mentre l'imperatore Carlo V, stava combattendo contro Francesco I. La coppia era molto innamorata. Gli storici descrissero la vita della giovane coppia come quella a cui non importava nulla, erano interessati solo agli intrattenimenti di corte.

## Regno
Ladislao II prese provvedimenti per garantire una successione regolare facendo in modo che il ragazzo fosse incoronato nel corso della sua vita; l'incoronazione di Luigi a re d'Ungheria ebbe luogo il 4 giugno 1508 nella Basilica di Székesfehérvár e la sua incoronazione a re di Boemia l'11 marzo 1509 nella Cattedrale di San Vito a Praga. Così, quando suo padre morì, nel 1516, Luigi poté salire al trono senza problemi.
Dopo la morte del padre nel 1516, Luigi II salì al trono di Ungheria e Croazia. Luigi fu adottato dall'imperatore del Sacro Romano Impero Massimiliano I nel 1515. Quando Massimiliano I morì nel 1519, Luigi fu allevato dal suo tutore legale, suo cugino Giorgio, margravio di Brandeburgo-Ansbach.
In seguito all'ascesa al trono di Solimano I, il sultano inviò un ambasciatore presso Luigi II per riscuotere il tributo annuale a cui l'Ungheria era sottoposta. Luigi si rifiutò di pagare il tributo annuale e fece giustiziare l'ambasciatore ottomano e inviò la testa al Sultano. Luigi credeva che lo Stato Pontificio e altri sovrani cristiani, incluso Carlo V, lo avrebbero aiutato. Questo evento fece accelerare la caduta dell'Ungheria.
L'Ungheria era in uno stato di quasi anarchia nel 1520 sotto il dominio dei magnati. Le finanze del re erano un disastro; prese in prestito somme di denaro per far fronte alle spese nonostante ammontassero a circa un terzo del reddito nazionale. Le difese del paese si indebolirono quando le guardie di frontiera non erano state pagate, le fortezze caddero in rovina e le iniziative per aumentare le tasse per rafforzare le difese sono state soffocate. Nel 1521 il sultano Solimano era ben consapevole della debolezza dell'Ungheria.
L'Impero Ottomano dichiarò guerra al Regno d'Ungheria, Solimano rinviò il suo piano per assediare Rodi e fece una spedizione a Belgrado. Luigi e sua moglie Maria chiesero aiuti militari ad altri paesi europei. Suo zio, il re Sigismondo di Polonia, e suo cognato, l'arciduca Ferdinando, erano disposti ad aiutare. Ferdinando inviò 3.000 truppe di fanteria e un po' di artiglieria mentre si preparava a mobilitare le tenute austriache, mentre Sigismondo promise di inviare fanti. Tuttavia, il processo di coordinamento fallì totalmente. Maria, sebbene fosse un leader determinato, causò sfiducia affidandosi a consiglieri non ungheresi, mentre Luigi mancava di vigore, cosa di cui i suoi nobili si resero conto. L'aiuto militare austriaco, pur apparentemente rafforzando il confine, ebbe anche l'effetto indesiderato di sciogliere la leadership unificata che il bando aveva tenuto fino a quel momento.
Belgrado e molti castelli strategici in Serbia furono conquistati dagli ottomani. Questo fu disastroso per il regno di Luigi; senza le città strategicamente importanti di Belgrado e Šabac, l'Ungheria era aperta a ulteriori conquiste turche.

## Morte
Dopo l'assedio di Rodi, nel 1526 Solimano fece una seconda spedizione per sottomettere tutta l'Ungheria. Verso la metà di luglio, il giovane re partì da Buda, deciso a "o respingere gli invasori o essere schiacciato una volta per tutte". Luigi commise un errore tattico quando cercò di fermare l'esercito ottomano in una battaglia in campo aperto con un esercito medievale, armi da fuoco insufficienti e tattiche obsolete. Il 29 agosto 1526, Luigi guidò le sue forze contro Solimano nella disastrosa battaglia di Mohács . L'esercito ungherese venne circondato dalla cavalleria ottomana in un movimento a tenaglia, e al centro i cavalieri pesanti e la fanteria ungheresi furono respinti e subirono pesanti perdite, soprattutto a causa dei cannoni ottomani ben posizionati e ben armati e addestrati.
Quasi l'intero esercito reale ungherese fu distrutto in quasi due ore sul campo di battaglia. Durante la ritirata, il re ventenne morì cadendo all'indietro da cavallo mentre tentava di risalire un ripido burrone del torrente Csele. Cadde nel torrente e, a causa del peso della sua armatura, non riuscì a rialzarsi e annegò. Dopo la morte di Luigi, che non aveva avuto figli, Ferdinando (come marito della sorella di Luigi, Anna), contese la corona di Boemia e Ungheria. La sua candidatura per l'Ungheria divise l'opinione dei magnati, con la maggioranza che elesse John Zápolya. Questa divisione avrebbe poi causato il governo ottomano della maggior parte dell'Ungheria.
Sebbene il matrimonio di Luigi II sia rimasto senza figli, probabilmente egli ebbe un figlio illegittimo con l'ex dama di compagnia di sua madre, Angelitha Wass. Questo figlio si chiamava Giovanni (János in ungherese). Questo nome appare nelle fonti a Vienna come János Wass o János Lanthos. Riceveva regolarmente entrate dal Tesoro reale ed ebbe discendenza.

## Eredità
A nord della città di Mohács, c'è un monumento alto 5 metri alla memoria di Luigi II. Si trova vicino al luogo della sua morte. Sul monumento c'è una targa di bronzo che raffigura Luigi II che cade da cavallo. In cima al monumento c'è la figura di un leone addormentato. Soma Turcsányi, un tenente ussaro, costruì a proprie spese la colonna commemorativa originale nel 1864. Fu ricostruita nel 1897. Il monumento fu restaurato dal governo locale nel 1986.

## Ascendenza
|                              |                          |                           | Genitori                      |  |  | Nonni |  |  | Bisnonni               |  |  | Trisnonni |  |
|                              |                          |                           |                               |  |  |       |  |  | Ladislao II di Polonia |  |  | Algirdas  |  |
|                              |                          |                           |                               |  |  |       |  |  | Ladislao II di Polonia |  |  | Algirdas  |  |
|                              |                          | Uliana di Tver'           |                               |  |  |       |  |  | Ladislao II di Polonia |  |  |           |  |
| Casimiro IV di Polonia       |                          |                           |                               |  |  |       |  |  | Ladislao II di Polonia |  |  |           |  |
|                              |                          | Sofia Alšėniškė           | Andrea Alšėniškis             |  |  |       |  |  |                        |  |  |           |  |
|                              |                          | Sofia Alšėniškė           | Andrea Alšėniškis             |  |  |       |  |  |                        |  |  |           |  |
|                              |                          | Sofia Alšėniškė           | Aleksandra Druckaja           |  |  |       |  |  |                        |  |  |           |  |
| Ladislao II di Boemia        |                          | Sofia Alšėniškė           |                               |  |  |       |  |  |                        |  |  |           |  |
|                              |                          | Alberto II d'Asburgo      | Alberto IV d'Asburgo          |  |  |       |  |  |                        |  |  |           |  |
|                              |                          | Alberto II d'Asburgo      | Alberto IV d'Asburgo          |  |  |       |  |  |                        |  |  |           |  |
|                              |                          | Alberto II d'Asburgo      | Giovanna di Baviera-Straubing |  |  |       |  |  |                        |  |  |           |  |
| Elisabetta d'Asburgo         |                          | Alberto II d'Asburgo      |                               |  |  |       |  |  |                        |  |  |           |  |
|                              |                          | Elisabetta di Lussemburgo | Sigismondo di Lussemburgo     |  |  |       |  |  |                        |  |  |           |  |
|                              |                          | Elisabetta di Lussemburgo | Sigismondo di Lussemburgo     |  |  |       |  |  |                        |  |  |           |  |
|                              |                          | Elisabetta di Lussemburgo | Barbara di Cilli              |  |  |       |  |  |                        |  |  |           |  |
| Luigi II d'Ungheria e Boemia |                          | Elisabetta di Lussemburgo |                               |  |  |       |  |  |                        |  |  |           |  |
|                              | Giovanni di Foix-Candale | …                         |                               |  |  |       |  |  |                        |  |  |           |  |
|                              | Giovanni di Foix-Candale | …                         |                               |  |  |       |  |  |                        |  |  |           |  |
|                              | Giovanni di Foix-Candale | …                         |                               |  |  |       |  |  |                        |  |  |           |  |
| Gastone II di Foix-Candale   | Giovanni di Foix-Candale |                           |                               |  |  |       |  |  |                        |  |  |           |  |
|                              |                          | Margaret de la Pole       | …                             |  |  |       |  |  |                        |  |  |           |  |
|                              |                          | Margaret de la Pole       | …                             |  |  |       |  |  |                        |  |  |           |  |
|                              |                          | Margaret de la Pole       | …                             |  |  |       |  |  |                        |  |  |           |  |
| Anna di Foix-Candale         |                          | Margaret de la Pole       |                               |  |  |       |  |  |                        |  |  |           |  |
|                              |                          | Gastone IV di Foix        | Giovanni I di Foix            |  |  |       |  |  |                        |  |  |           |  |
|                              |                          | Gastone IV di Foix        | Giovanni I di Foix            |  |  |       |  |  |                        |  |  |           |  |
|                              |                          | Gastone IV di Foix        | Giovanna d'Albret             |  |  |       |  |  |                        |  |  |           |  |
| Caterina di Foix             |                          | Gastone IV di Foix        |                               |  |  |       |  |  |                        |  |  |           |  |
|                              |                          | Eleonora di Navarra       | Giovanni II di Navarra        |  |  |       |  |  |                        |  |  |           |  |
|                              |                          | Eleonora di Navarra       | Giovanni II di Navarra        |  |  |       |  |  |                        |  |  |           |  |
|                              |                          | Eleonora di Navarra       | Bianca di Navarra             |  |  |       |  |  |                        |  |  |           |  |
|                              |                          | Eleonora di Navarra       |                               |  |  |       |  |  |                        |  |  |           |  |